# Église Notre-Dame-de-la-Nativité-de-la-Vierge de Sermaise
L'église Notre-Dame-de-la-Nativité-de-la-Vierge de Sermaise est une église paroissiale catholique, dédiée à Notre-Dame de la Nativité, anciennement sainte Anne, située dans la commune française de Sermaise et le département de l'Essonne.

## Historique
L'édifice originel est une chapelle castrale.
L'église est bâtie au XIIe siècle. L'édifice est agrandi au XVe siècle.
La Fondation du patrimoine évoque sept phases de construction du XIe siècle au XVIe siècle.
Depuis un arrêté du 27 août 1953, l'église est inscrite au titre des monuments historiques.

## Description
L'édifice conserve une dalle funéraire de 1512, un maître-autel du XVIIIe siècle et des vitraux du XIXe siècle.

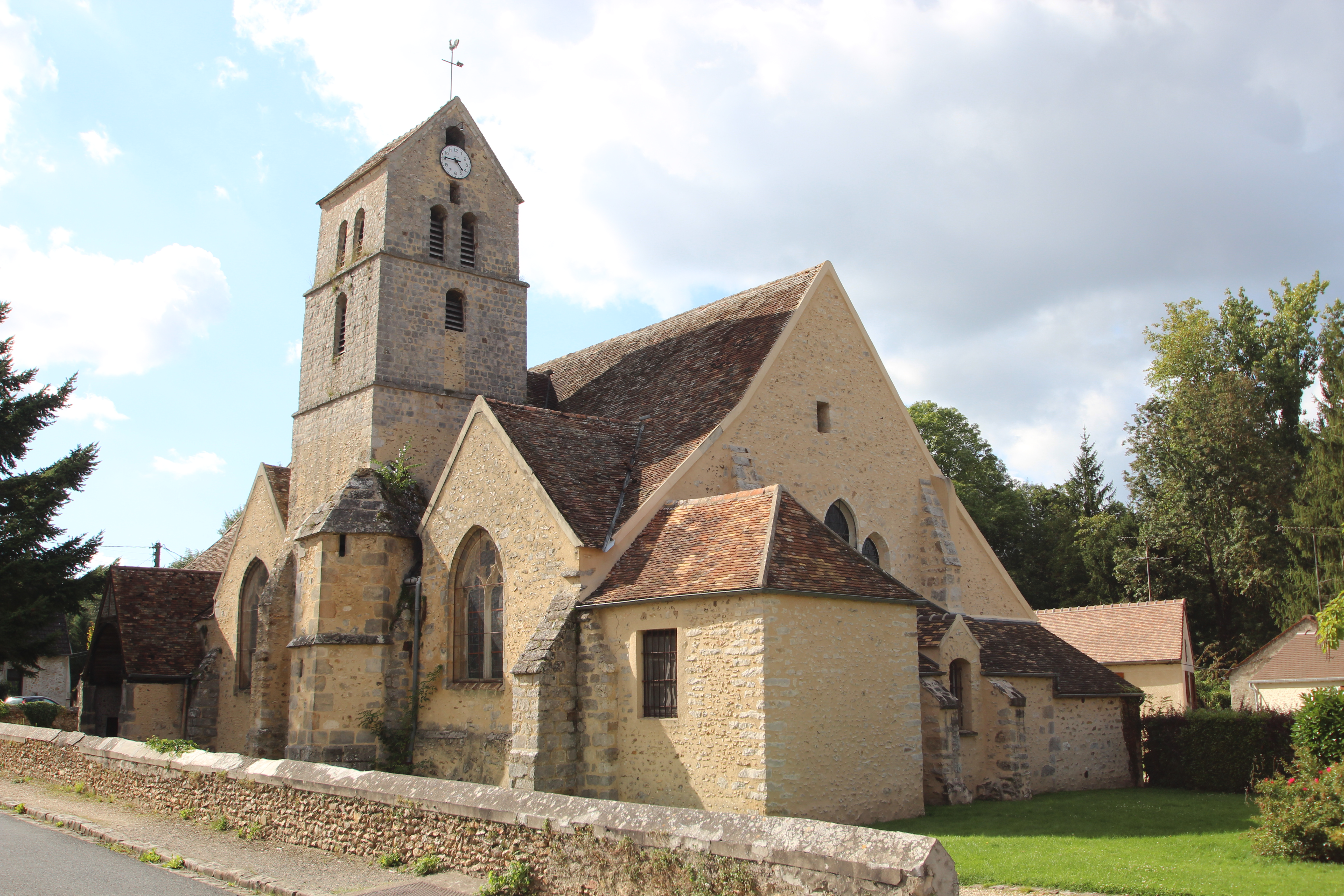
Vue du chevet.
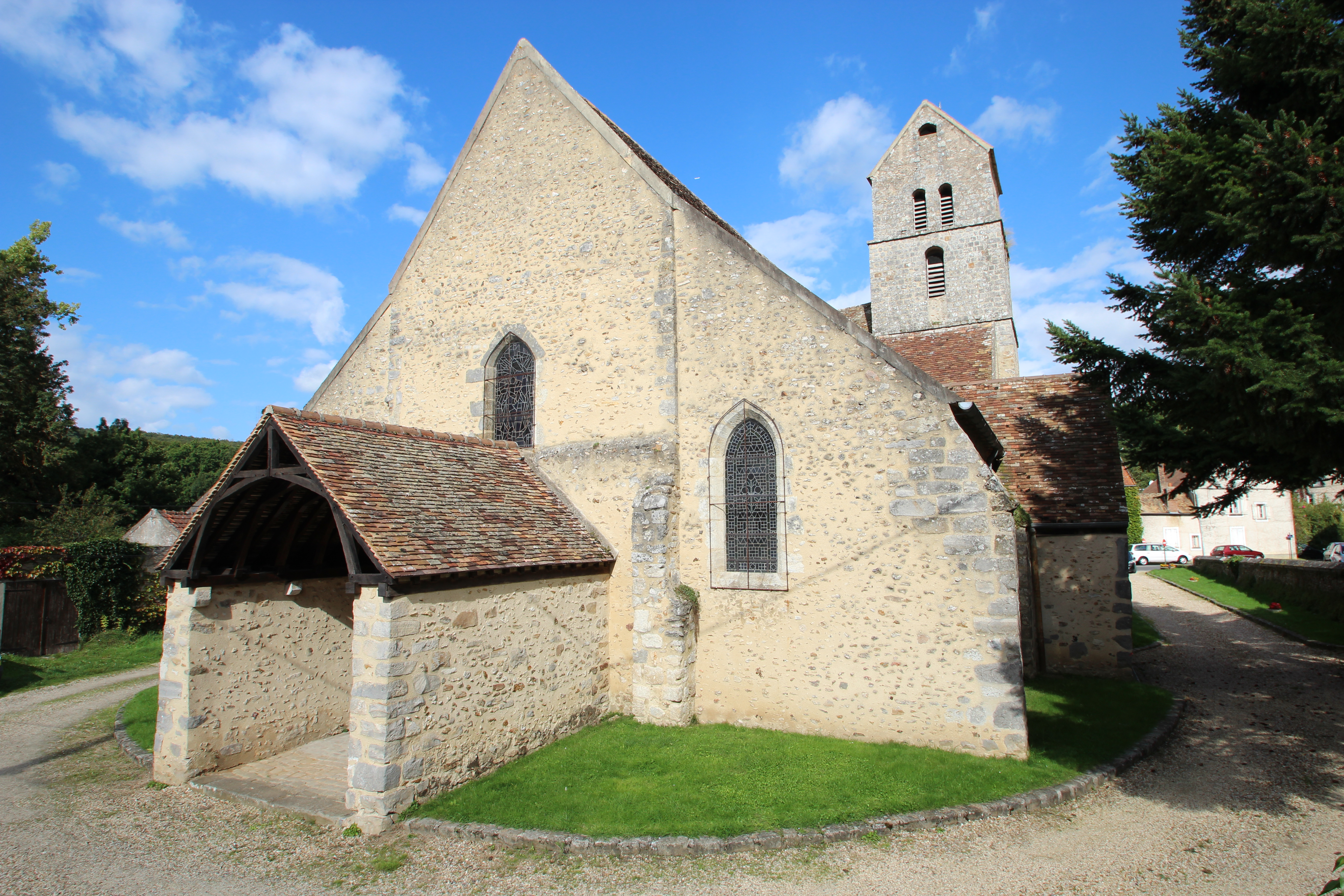
Vue de la façade.
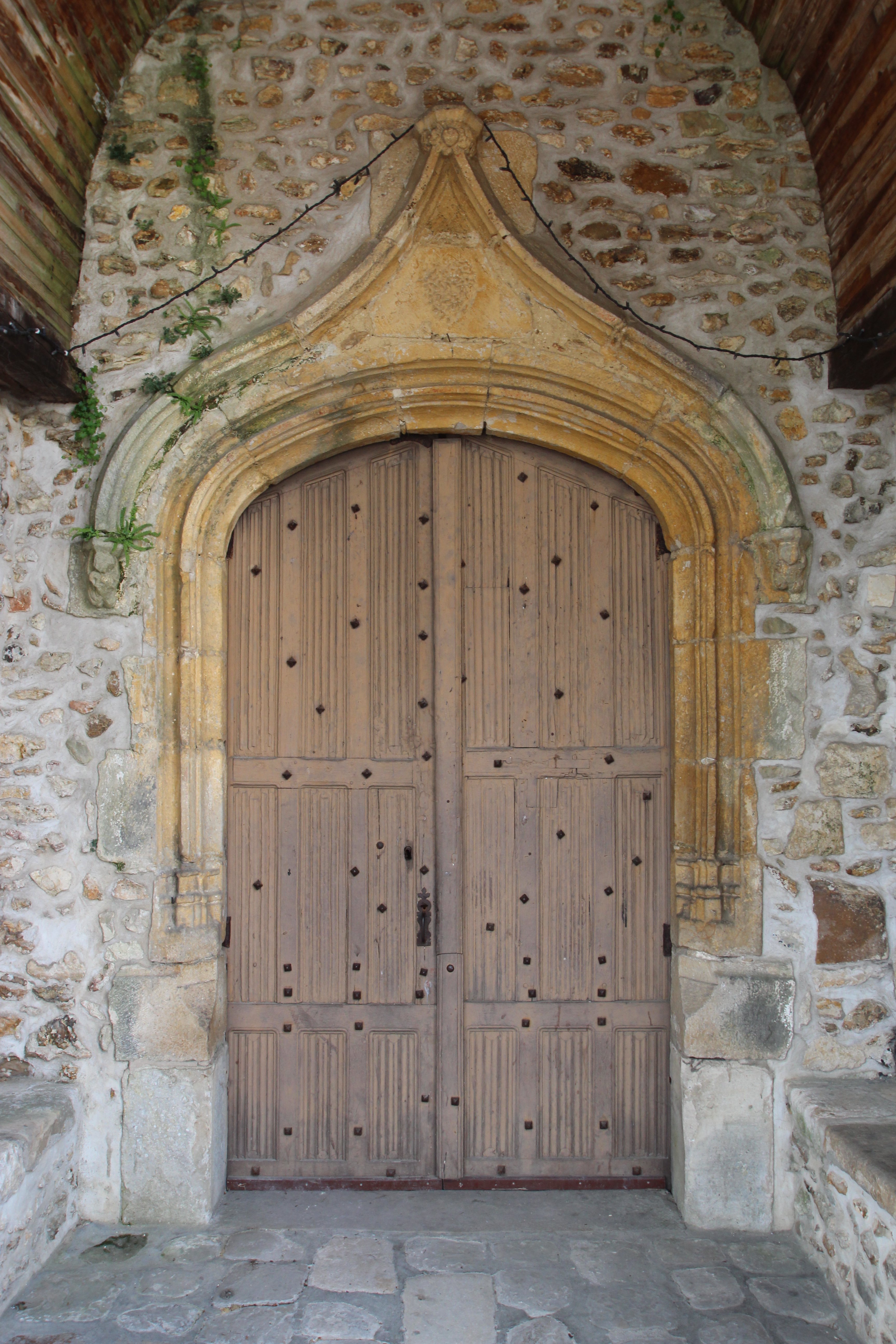
Portail.
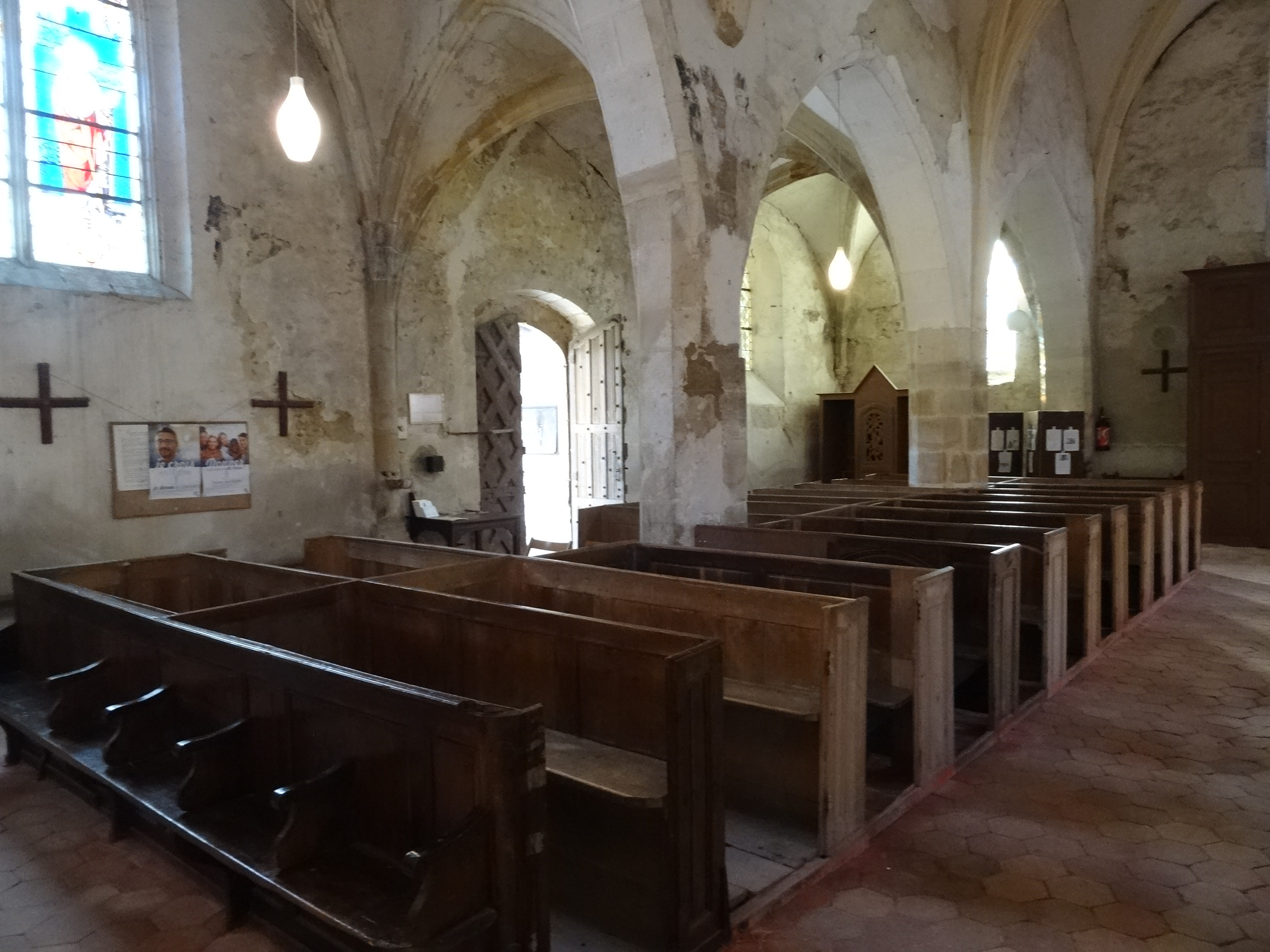
Vue de l'intérieur de l'édifice.

## Pour approfondir